# Цяах-Как
Цяах-Как (Tz'ayaj K'ahk'), также известный как Правитель VII — правитель майяского царства Канту со столицей в Караколе.

## Биография
На нижней части стелы 21 9.13.10.0.0 датируемой 702 годом, выполненной из мелкозернистого сланца, изображён правитель в сопровождении карлика и связанного пленника. Имя правителя неизвестно, условно назван Правитель VII. Он был преемником Как-Ухоль-Кинича II.
Кандидатом на его роль является Цяах-Как. Он упоминается в надписях пещеры Надж-Тунич, в 46 км к югу от Караколя. Была обнаружена в 1979 году, огромный вход ведёт к ряду проходов с исписанными стенами. Это было важное место паломничества, в текстах пещеры записаны визиты правителей близких и дальних государств. Среди текстов в одном отрывке, датируемым 692 годом, фигурирует Цяах-Как, правитель Канту. Ему не хватает королевской приставки «святой» к его гербовому титулу, поэтому его точный статус остаётся неопределённым.
Его преемником стал Тум-Йоль-Кинич.